# Yüksək Liqa (maschile)
La Yüksək Liqa è la massima serie del campionato azero di pallavolo maschile: al torneo partecipano sei squadre di club azere e la squadra vincitrice si fregia del titolo di campione dell'Azerbaigian.

## Albo d'oro
| Anno                                                    | Podio          | Podio         | Podio              |
| Campione                                                | Seconda        | Terza         |                    |
| ------------------------------------------------------- | -------------- | ------------- | ------------------ |
| Dal 2002 al 2021 la competizione è denominata Superliqa |                |               |                    |
| 2002-03 Dettagli                                        | ?              |               |                    |
| 2003-04 Dettagli                                        | ?              |               |                    |
| 2004-05 Dettagli                                        | ?              |               |                    |
| 2005-06 Dettagli                                        | ?              |               |                    |
| 2006-07 Dettagli                                        | ?              |               |                    |
| 2007-08 Dettagli                                        | ?              |               |                    |
| 2008-09 Dettagli                                        | Neftçi         |               |                    |
| 2009-10 Dettagli                                        | Neftçi         |               |                    |
| 2010-11 Dettagli                                        | Neftçi         |               |                    |
| 2011-12 Dettagli                                        | Neftçi         |               |                    |
| 2012-13 Dettagli                                        | Neftçi         |               |                    |
| 2013-14 Dettagli                                        | Neftçi         |               |                    |
| 2014-15 Dettagli                                        | Neftçi         | Binəqədi      | Ali Hərbi Məktəbin |
| 2015-16 Dettagli                                        | Neftçi         | Nəqliyyatçı   | Ali Hərbi Məktəbin |
| 2016-17 Dettagli                                        | Lokomotiv Baku | Neftçi        |                    |
| 2017-18 Dettagli                                        | Lokomotiv Baku | Sərhədçi      | Neftçi             |
| 2018-19 Dettagli                                        | Lokomotiv Baku | Neftçi        |                    |
| 2019-20 Dettagli                                        | Non assegnata  | Non assegnata | Non assegnata      |
| 2020-21 Dettagli                                        | Non disputata  | Non disputata | Non disputata      |
| Dal 2021 la competizione è denominata Yüksək Liqa       |                |               |                    |
| 2021-22 Dettagli                                        | Murov          | Neftçi        | MOIK               |
| 2022-23 Dettagli                                        | Murov          | Xarı Bülbül   | Neftçi             |
| 2023-24 Dettagli                                        | Azərreyl       | Murov         | Neftçi             |

## Palmarès
| Squadra        | Titolo | Stagione                                                               |
| -------------- | ------ | ---------------------------------------------------------------------- |
| Neftçi         | 8      | 2008-09, 2009-10, 2010-11, 2011-12, 2012-13, 2013-14, 2014-15, 2015-16 |
| Lokomotiv Baku | 3      | 2016-17, 2017-18, 2018-19                                              |
| Murov          | 2      | 2021-22, 2022-23                                                       |
| Azərreyl       | 1      | 2023-24                                                                |